# 合金弹头进攻
《合金弹头进攻》是智慧手機安卓和iOS平台的塔防游戏，使用點擊衝鋒的遊戲方式，必須連網遊戲，2016年1月開始營運，2022年10月12日宣布將於2023年1月12日停止運營。
所有各代的合金弹头角色包含敵軍都是可收集並用加裝裝備培養的，另有原創新角色和劇情，角色可以免費限定次數抽選，玩家以建立自己的軍團，每日遊戲體力為限額。體力、裝備和抽選次數可以用付費購買的代幣補充，有一些較稀有角色在特別活動時能直接用付費購得。
除劇情模式外還有多人線上PVP對戰模式，1vs1或2vs2，另有團體對戰。

## 外部連結
- 官方网站